# Территория Висконсин
Террито́рия Виско́нсин — инкорпорированная организованная территория США, существовавшая с 3 июля 1836 года по 29 мая 1848 года, после чего она была принята в состав США в качестве 30 штата.

## История
Область, которую занимала территория Висконсин, первоначально была частью Старого Северо-Запада. В 1800 году она была включена в состав территории Индиана, а в 1809 году — территории Иллинойс. После того, как Иллинойс стал штатом в 1818 году, эта область была присоединена к территории Мичиган. Когда к 1836 году Мичиган был готов стать штатом, Висконсин стал отдельной территорией 3 июля 1836 года.
Президент Эндрю Джексон назначил губернатора территории Генри Доджа и секретаря Джона Хорнера. Первое законодательное собрание новой территории было созвано Доджем в Бельмонте 25 октября 1836 года. В 1837 году Берлингтон, ныне в штате Айова, стал второй столицей территории Висконсин. В следующем году была создана и отделена территория Айова, поэтому столица была перенесена в Мадисон.

## Список губернаторов территории
| № | Губернатор            | Вступил в должность | Ушёл в отставку |
| - | --------------------- | ------------------- | --------------- |
| 1 | Генри Додж            | 1836                | 1841            |
| 2 | Джеймс Дуэйн Доти     | 1841                | 1844            |
| 3 | Натаниэль П. Таллмедж | 1844                | 1845            |
| 4 | Генри Додж            | 1845                | 1848            |
| 5 | Джон Кэтлин           | 1848                | 1848            |